# Bisdom Bhagalpur
Het bisdom Bhagalpur (Latijn: Dioecesis Bhagalpurensis) is een rooms-katholiek bisdom met als zetel Bhagalpur, in India. Het bisdom is suffragaan aan het aartsbisdom Patna. 

## Geschiedenis
Het bisdom werd opgericht op 3 augustus 1956, als de apostolische prefectuur Bhagalpur, uit delen van het bisdom Patna. Op 11 januari 1965 werd het verheven tot bisdom, en was suffragaan aan het aartsbisdom Calcutta. Op 25 april 1966 veranderde het van kerkprovincie en werd suffragaan aan het aartsbisdom Ranchi. Op 16 maart 1999 veranderde het nogmaals van kerkprovincie en werd suffragaan aan het aartsbisdom Patna.

## Parochies
Het bisdom had in 2020 een oppervlakte van 17.766 km2 en telde 10.115.567 inwoners waarvan 1,0% rooms-katholiek was.

## Bisschoppen
- Urban Eugen McGarry (7 augustus 1956 - 30 november 1987)
- George Victor Saupin (30 november 1987 - 2 augustus 1993)
- Thomas Kozhimala (14 juni 1996 - 1 juni 2005)
- Kurien Valiakandathil (11 januari 2007 - heden)

## Galerij van afbeeldingen

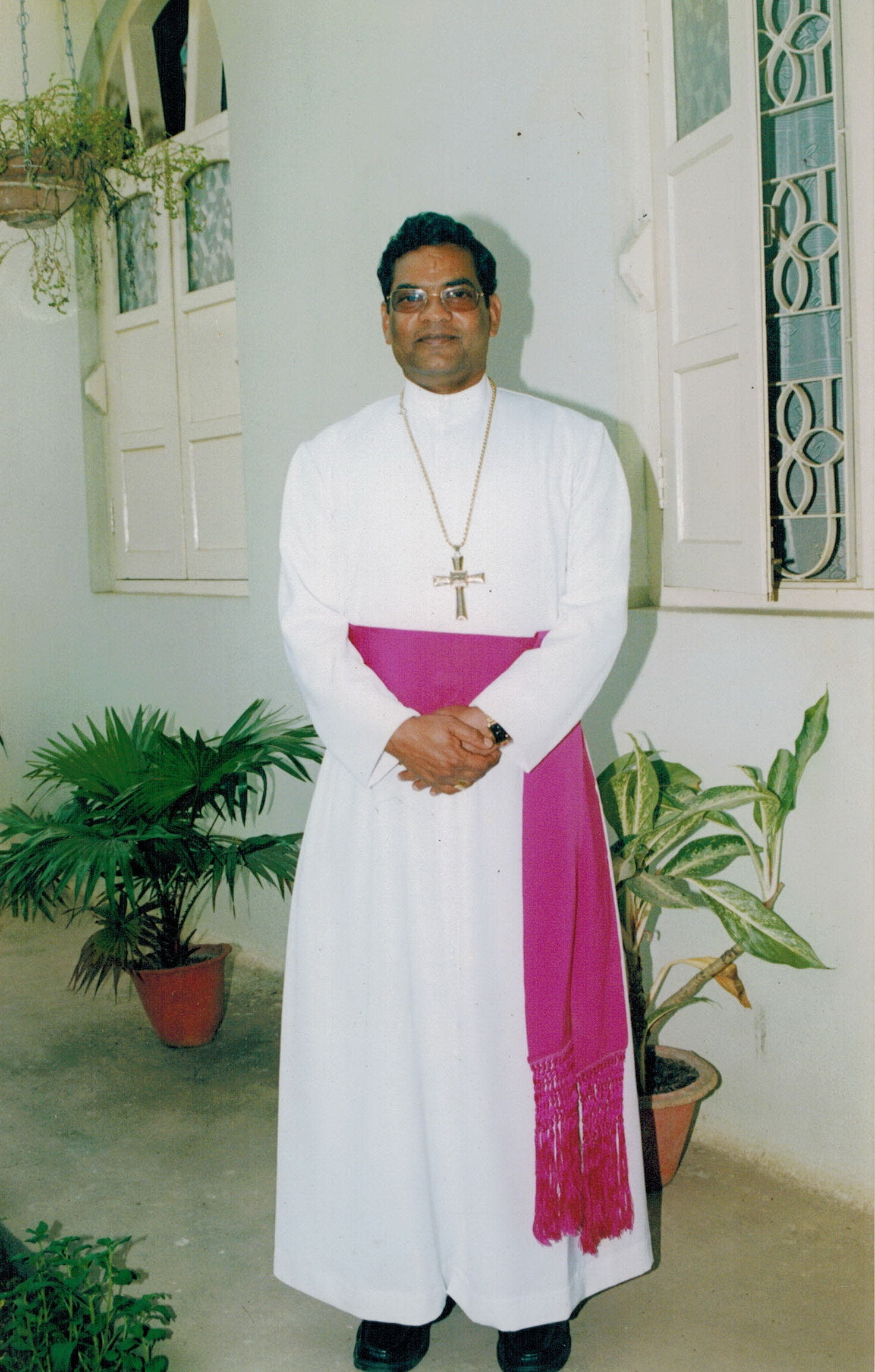
Bisschop Kurien Valiakandathil (2007-heden)
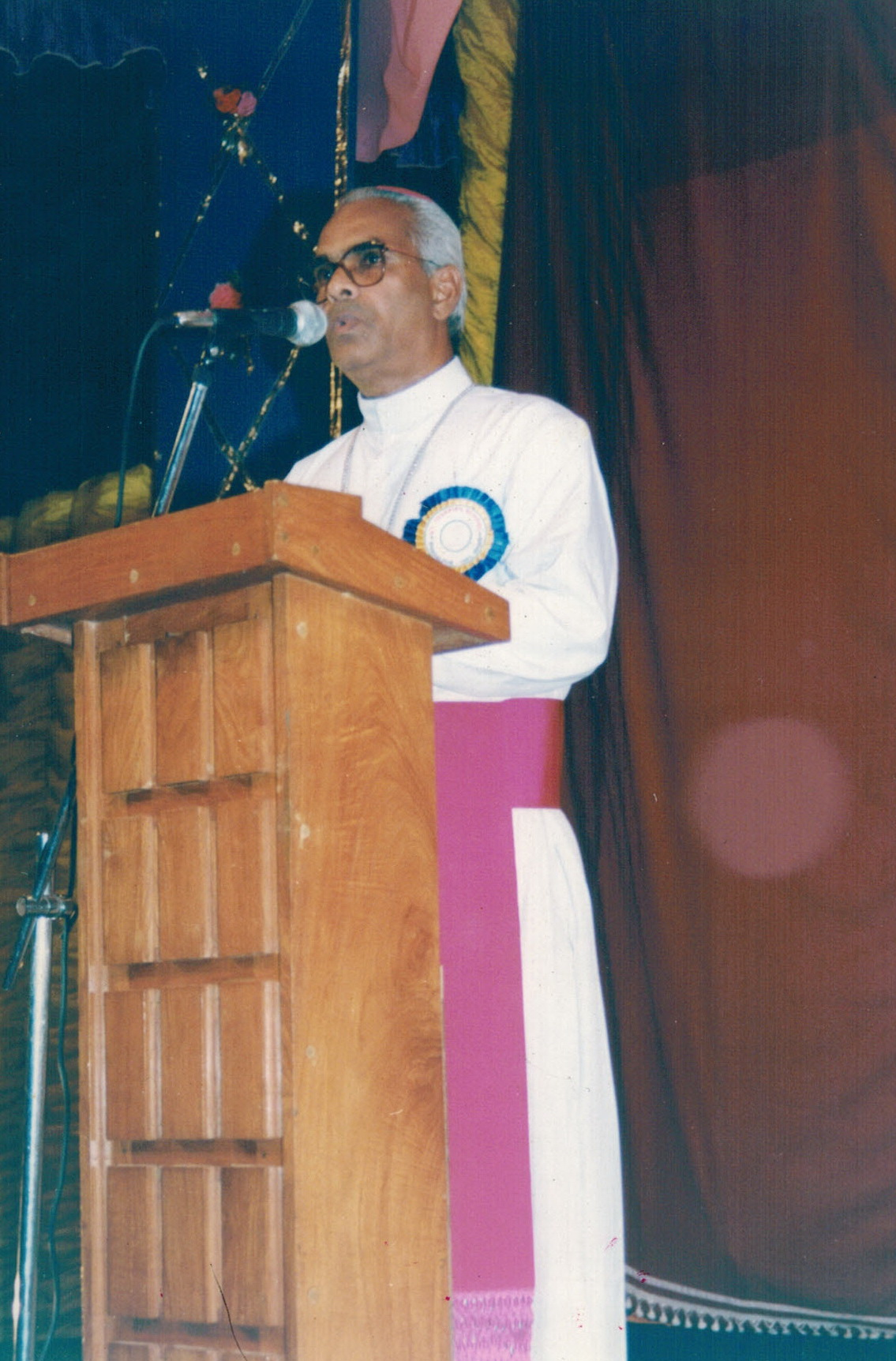
Bisschop Thomas Kozhimala (1996-2005)
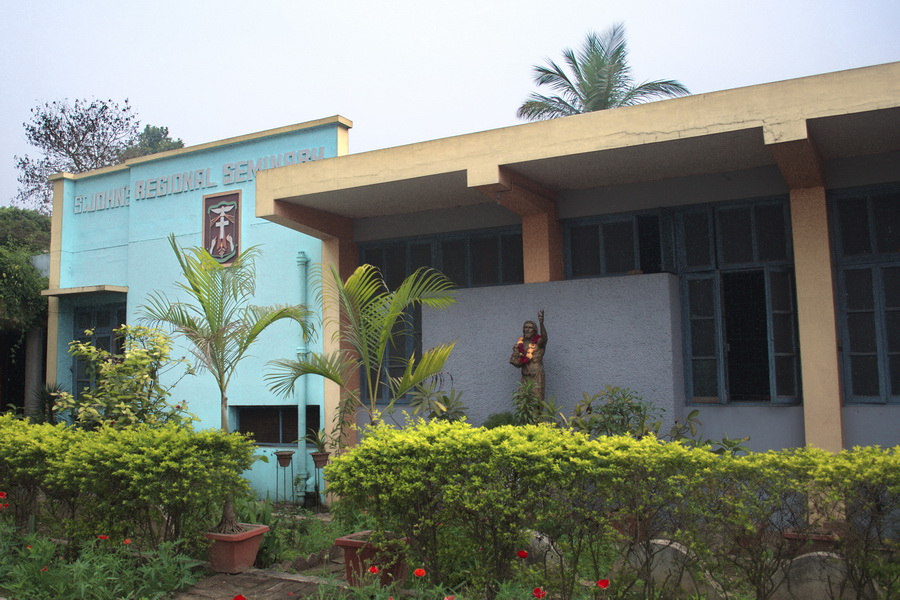
Seminarie in Sahibgunj

Patna (aartsbisdom) · Bettiah · Bhagalpur · Buxar · Muzaffarpur · Purnea